# Wereldkampioenschappen aquabike
De Wereldkampioenschappen aquabike zijn door World Triathlon georganiseerde kampioenschappen in het aquabike.

## Edities
| Editie | Jaar | Locatie             | Heren             | Dames         |
| ------ | ---- | ------------------- | ----------------- | ------------- |
| 1      | 2017 | Penticton (Canada)  | Stephen Sheldrake | Maria Powell  |
| 2      | 2018 | Fyn (Denemarken)    | Claus Crone       | Amy Pritchard |
| 3      | 2019 | Pontevedra (Spanje) | Mathieu Dumont    | Matilde Pauls |
| 4      | 2021 | Almere (Nederland)  | Adam Lambrechts   | Sara Baumann  |